# سرطان النخاع الكلوي
سرطان النخاع الكلوي هو نوع نادر من السرطان يصيب الكلى. الإصابة عادة شديدة، ويصعب علاجها، وغالبًا ما تكون نقيلية عند التشخيص. يعاني معظم المرضى من سمات الخلايا المنجلية أو نادرًا من مرض فقر الدم المنجلي، مما يشير إلى أن سمة الخلية المنجلية قد تكون عامل خطر للإصابة بهذا النوع من السرطان.

## العلامات والأعراض
في سلسلة حالات مكونة من 34 مريضًا، أبلغ ديفيس وزملاؤه عن العلامات والأعراض التالية:
- بيلة دموية (هامة) مرئية بالعين المجردة (60%)
- آلام في البطن أو الظهر أو الخاصرة (50%)
- خسارة وزن كبيرة (25%)

أبلغ باحثون آخرون عن وجود كتلة كلوية واضحة أو تضخم في الغدد الليمفاوية.

## الأسباب
ما تزال أسباب الإصابة بسرطان النخاع الكلوي غير مفهومة تمامًا. ومع ذلك، فإن غالبية المرضى لديهم سمة الخلية المنجلية، أي يحمل المريض نسخة طبيعية واحدة من جين الهيموجلوبين A (HbA) ونسخة واحدة من جين الهيموجلوبين A الذي يحتوي على الطفرة الجينية الموجودة في داء الخلية المنجلية. لا يعاني هؤلاء الأفراد من مرض فقر الدم المنجلي ولكن يمكن أن يظهر عليهم أعراض معينة مثل أعراض القصور الكلوي خلال حياتهم. العوامل الجينية أو البيئية الأخرى التي تساهم في خطر الإصابة بسرطان النخاع الكلوي غير معروفة.

## آلية الإصابة
تشير النتائج إلى أن جميع الأشخاص المصابين بسرطان النخاع الكلوي تقريبًا يحملون نسخة واحدة على الأقل من طفرة HbS، ويشير ذلك إلى أن سمة الخلية المنجلية تؤدي بطريقة ما إلى هذا النوع من السرطان. الآلية الدقيقة غير معروفة، ولكن لوحظ وجود خلايا الدم الحمراء ذات الشكل المنجلي في العينات النسيجية.

## التشخيص
عادة ما يُشخص سرطان النخاع الكلوي بعد ظهور العلامات والأعراض النموذجية الموضحة أعلاه على الأفراد المصابين بسمة الخلية المنجلية، بالإضافة إلى دراسات التصوير الشعاعي (عادةً فحص البطن والحوض بالأشعة المقطعية) والخزعة الجراحية والفحص المرضي للورم في نهاية المطاف. نتائج الفحص الشعاعي غير محددة ويمكن أن تكشف عن كتلة عميقة داخل الكلية. تظهر دراسات التشريح المرضي نمطًا مميزًا يمكن تمييزه عن أورام الكلى الأخرى.

### التصنيف
يُطلق على سرطان النخاع الكلوي اسم «اعتلال الكلية المنجلي السابع» لأنه يصيب بشكل حصري تقريبًا الأفراد المصابين بصفات الخلايا المنجلية أو أحيانًا عند المصابين بمرض الخلايا المنجلية.

## الوقاية
سرطان النخاع الكلوي نادر للغاية ولا يمكن حاليًا التنبؤ بهؤلاء الأفراد الذين يعانون من سمات الخلايا المنجلية والذين سيصابون بهذا السرطان في النهاية. من المأمول أن يؤدي الاكتشاف المبكر إلى نتائج أفضل ولكن الفحص المؤكد غير ممكن.
يكون هذا السرطان عدوانيًا عادة، ويُكشَف في مرحلة متقدمة عندما يكون السرطان قد انتشر بالفعل، ومقاومًا للعلاج الكيميائي. ولذلك يشكل علاجه تحديًا كبيرًا. تشمل خيارات العلاج الحالية الاستئصال الجراحي والعلاج الكيميائي بمجموعة متنوعة من الأدوية، بما في ذلك (على سبيل المثال لا الحصر) إيفوسفاميد وإيتوبوسايد وكاربوبلاتين وتوبوتيكان. حاولت دراسة حديثة استخدام الميثوتريكسات والفينبلاستين والدوكسوروبيسين والسيسبلاتين عند 3 مرضى وشهدت استجابة جزئية وبقاء أطول من التقارير السابقة. كان للكاربوبلاتين والجيمسيتيبين والباكليتاكسيل استجابة كاملة في مريض مصاب بمرض متقدم. دور الإشعاع غير واضح، لكن أظهرت بعض الأورام استجابة للإشعاع. نظرًا للميل الواضح للورم للانتشار إلى الجهاز العصبي المركزي، اقتُرح التشعيع القحفي النخاعي الوقائي.

## الإنذار
نظرًا لأن السرطان غالبًا ما يظهر في مرحلة متقدمة، فالتشخيص سيئ جدًا بشكل عام، إذ يبلغ متوسط فترات البقاء على قيد الحياة 3 أشهر (تتراوح من 1 إلى 7 أشهر). أُبلغ عن بقاء أطول لمدة تزيد عن عام واحد عند مريض واحد وما يصل إلى ثماني سنوات عند مريض آخر كان الورم موضعيًا وغير منتشر في عند التشخيص، مما يشير إلى أن الاكتشاف المبكر يمكن أن يحسن البقاء على قيد الحياة بشكل كبير.

## وبائيًا
اعتبارًا من عام 2009، أُبلغ عن حوالي 120 حالة من حالات سرطان النخاع الكلوي. كل الحالات باستثناء حالة واحدة، كان المرضى فيها إيجابيي اختبارات التمنجل. يعتبر ورم ويلمز، الورم الكلوي الأكثر شيوعًا في مرحلة الطفولة، مسؤولاً عن 6-7% من سرطانات الأطفال، في حين أن جميع الأورام الكلوية الأولية المتبقية (بما في ذلك سرطان النخاع الكلوي) تمثل مجتمعة أقل من 1% من جميع حالات سرطان الأطفال وأقل من 10% من أورام الكلى الأولية في مرحلة الطفولة.

## التاريخ
وُصف سرطان النخاع الكلوي لأول مرة على أنه مرض سريري معروف في عام 1995.